# Лебия
Лебия (якут. Лэбийэ) — село в Чурапчинском улусе Якутии России. Входит в состав Бахсытского наслега.

## История
Село основано в 1939 году.
Согласно Закону Республики Саха (Якутия) от 30 ноября 2004 года N 173-З N 353-III село вошло в образованное муниципальное образование Бахсытский  наслег.

## Население
| 2002 | 2010 | 2021 |
| ---- | ---- | ---- |
| 3    | ↘0   | →0   |

### Национальный состав
Согласно результатам переписи 2002 года, в национальной структуре населения якуты составляли 100 % из 3 чел.

## Инфраструктура
Было развито животноводство (мясо-молочное скотоводство, мясное табунное коневодство) в летний период.